# Endopappus macrocarpus
Endopappus es un género monotípico perteneciente a la familia de las asteráceas. Su única especie: Endopappus macrocarpus, es originaria de Argelia.

## Taxonomía
Endopappus macrocarpus fue descrita por (Coss. & Kralik ex Batt. & Trab.) Sch.Bip. y publicado en Bonplandia 8: 369. 1860
Sinonimia
- Chrysanthemum macrocarpum (Sch.Bip.) Coss. & Kralik ex Batt.
- Chrysanthemum macrocarpum var. aureum L.Chevall.
- Chrysanthemum macrocarpum subsp. macrocarpum Batt.
- Prolongoa macrocarpa (Sch.Bip.) Alavi[3]